# SCR-Sibelco

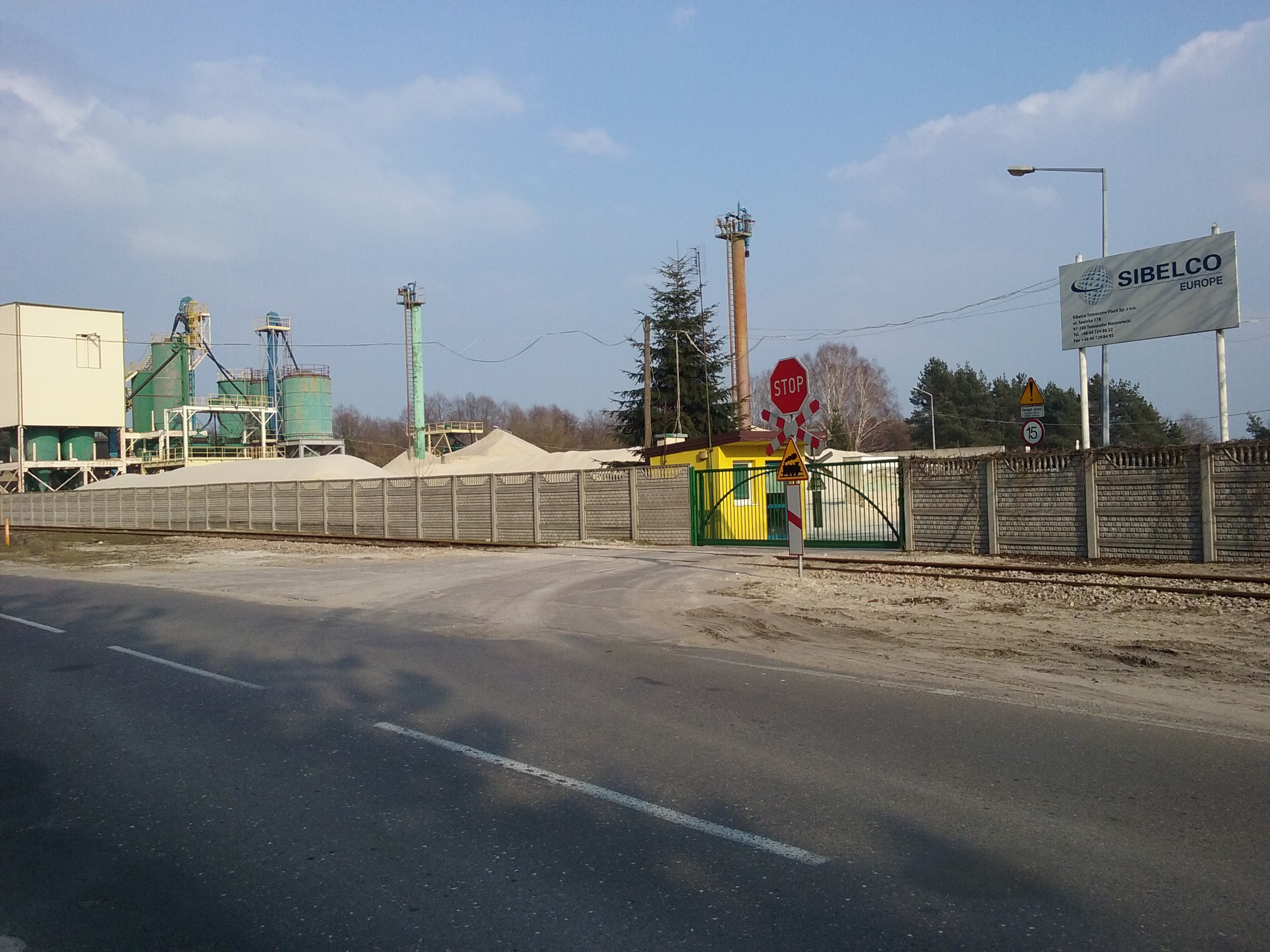
Sibelco in Tomaszów Mazowiecki, Polen

SCR-Sibelco ist ein belgischer Steine- und Erden-Förderer mit über 228 Gruben weltweit. Sibelco baut Feldspat, Cristobalit, Hydromagnesit/Huntit, Kaolin, Kalkstein, Dolomit, Magnesia, Nephelinsyenit, Olivin und Quarzsand ab.

## Geschichte
SCR-Sibelco wurde 1872 als Sablières et Carrières Réunies gegründet, um die Quarzsande von Dessel-Mol-Lommel abzubauen.

## Tochtergesellschaften
- Unimin, größter Hersteller von Quarzsand in den USA[7]
- Watts Blake Bearne (WBB), Großbritannien[8]